# Puchar Świata w łyżwiarstwie szybkim 2009/2010
Puchar Świata w łyżwiarstwie szybkim 2009/2010 był 25 edycją tej imprezy. Cykl rozpoczął się w Berlinie 6 listopada 2009 roku, a zakończył 14 marca 2010 roku w Heerenveen.
Puchar Świata rozgrywano w 6 miastach, w 5 krajach, na 2 kontynentach. Dwukrotnie łyżwiarzy gościło Heerenveen.
Wśród kobiet dominowały Kanadyjki. Wygrały klasyfikację drużynową, Christine Nesbitt zwyciężyła na 1000 m, a Kristina Groves na 1500 m. Na 500 m najlepsza była Niemka Jenny Wolf, a na 3000 i 5000 m Czeszka Martina Sáblíková. Wśród mężczyzn najwięcej klasyfikacji wygrali Amerykanie. Tucker Fredricks zwyciężył na 500 m, a Shani Davis był bezkonkurencyjny na 1000 oraz 1500 m. Na dystansie 5000 i 10000 m zwyciężył Norweg Håvard Bøkko, Norwedzy wygrali również klasyfikację drużynową.

## Medaliści zawodów

### Kobiety

#### Wyniki
| Data                 | Miejsce                                                        | Konkurencja                                                    | Zwycięzca                                                             | 2. miejsce                                                              | 3. miejsce |
| -------------------- | -------------------------------------------------------------- | -------------------------------------------------------------- | --------------------------------------------------------------------- | ----------------------------------------------------------------------- | --- |
| 6-8 listopada 2009   | Berlin                                                         | 500 m (6 listopada)                                            | Wang Beixing                                                          | Jenny Wolf                                                              | Nao Kodaira |
| 6-8 listopada 2009   | Berlin                                                         | 3000 m (6 listopada)                                           | Martina Sáblíková                                                     | Masako Hozumi                                                           | Stephanie Beckert |
| 6-8 listopada 2009   | Berlin                                                         | 1000 m (7 listopada)                                           | Christine Nesbitt                                                     | Nao Kodaira                                                             | Marianne Timmer |
| 6-8 listopada 2009   | Berlin                                                         | 1500 m (8 listopada)                                           | Christine Nesbitt                                                     | Martina Sáblíková                                                       | Brittany Schussler |
| 6-8 listopada 2009   | Berlin                                                         | 500 m (8 listopada)                                            | Jenny Wolf                                                            | Wang Beixing                                                            | Annette Gerritsen |
| 13-15 listopada 2009 | Heerenveen                                                     | 500 m (13 listopada)                                           | Lee Sang-hwa                                                          | Margot Boer                                                             | Sayuri Yoshii |
| 13-15 listopada 2009 | Heerenveen                                                     | 3000 m (13 listopada)                                          | Stephanie Beckert                                                     | Martina Sáblíková                                                       | Daniela Anschütz-Thoms |
| 13-15 listopada 2009 | Heerenveen                                                     | 500 m (14 listopada)                                           | Jenny Wolf                                                            | Wang Beixing                                                            | Annette Gerritsen |
| 13-15 listopada 2009 | Heerenveen                                                     | 1500 m (14 listopada)                                          | Ireen Wüst                                                            | Christine Nesbitt                                                       | Kristina Groves |
| 13-15 listopada 2009 | Heerenveen                                                     | 1000 m (15 listopada)                                          | Christine Nesbitt                                                     | Annette Gerritsen                                                       | Natasja Bruintjes |
| 13-15 listopada 2009 | Heerenveen                                                     | Drużynowo (15 listopada)                                       | Kanada Kristina Groves · Christine Nesbitt · Brittany Schussler       | Holandia Ireen Wüst · Diane Valkenburg · Elma de Vries                  | Rosja Jekatierina Abramowa · Galina Lichaczowa · Jekatierina Szychowa                                                                |
| 21-22 listopada 2009 | Hamar                                                          | 5000 m (21 listopada)                                          | Martina Sáblíková                                                     | Stephanie Beckert                                                       | Daniela Anschütz-Thoms |
| 21-22 listopada 2009 | Hamar                                                          | 1500 m (22 listopada)                                          | Kristina Groves                                                       | Ireen Wüst                                                              | Martina Sáblíková |
| 4-6 grudnia 2009     | Calgary                                                        | 500 m (4 grudnia)                                              | Jenny Wolf                                                            | Wang Beixing                                                            | Lee Sang-hwa |
| 4-6 grudnia 2009     | Calgary                                                        | 3000 m (4 grudnia)                                             | Stephanie Beckert                                                     | Martina Sáblíková                                                       | Daniela Anschütz-Thoms |
| 4-6 grudnia 2009     | Calgary                                                        | 500 m (5 grudnia)                                              | Jenny Wolf                                                            | Wang Beixing                                                            | Lee Sang-hwa |
| 4-6 grudnia 2009     | Calgary                                                        | 1500 m (5 grudnia)                                             | Kristina Groves                                                       | Christine Nesbitt                                                       | Elma de Vries |
| 4-6 grudnia 2009     | Calgary                                                        | 1000 m (6 grudnia)                                             | Christine Nesbitt                                                     | Annette Gerritsen                                                       | Monique Angermüller |
| 4-6 grudnia 2009     | Calgary                                                        | Drużynowo (6 grudnia)                                          | Kanada Kristina Groves · Christine Nesbitt · Brittany Schussler       | Japonia Masako Hozumi · Maki Tabata · Shiho Ishizawa                    | Niemcy Isabell Ost · Stephanie Beckert · Katrin Mattscherodt                                                                         |
| 11-13 grudnia 2009   | Salt Lake City                                                 | 500 m (11 grudnia)                                             | Jenny Wolf                                                            | Wang Beixing                                                            | Lee Sang-hwa |
| 11-13 grudnia 2009   | Salt Lake City                                                 | 3000 m (11 grudnia)                                            | Martina Sáblíková                                                     | Stephanie Beckert                                                       | Kristina Groves |
| 11-13 grudnia 2009   | Salt Lake City                                                 | 500 m (12 grudnia)                                             | Wang Beixing                                                          | Jenny Wolf                                                              | Lee Sang-hwa |
| 11-13 grudnia 2009   | Salt Lake City                                                 | 1500 m (12 grudnia)                                            | Christine Nesbitt                                                     | Kristina Groves                                                         | Jennifer Rodriguez |
| 11-13 grudnia 2009   | Salt Lake City                                                 | 1000 m (13 grudnia)                                            | Christine Nesbitt                                                     | Wang Beixing                                                            | Nao Kodaira |
| 11-13 grudnia 2009   | Salt Lake City                                                 | Drużynowo (13 grudnia)                                         | Rosja Jekatierina Abramowa · Galina Lichaczowa · Jekatierina Szychowa | Kanada Kristina Groves · Christine Nesbitt · Cindy Klassen              | Holandia Ireen Wüst · Paulien van Deutekom · Elma de Vries · Niemcy Daniela Anschütz-Thoms · Stephanie Beckert · Katrin Mattscherodt |
| 8-10 stycznia 2010   | 107. mistrzostwa Europy w wieloboju 2010 – Hamar               | 107. mistrzostwa Europy w wieloboju 2010 – Hamar               | 107. mistrzostwa Europy w wieloboju 2010 – Hamar                      | 107. mistrzostwa Europy w wieloboju 2010 – Hamar                        | 107. mistrzostwa Europy w wieloboju 2010 – Hamar                                                                                     |
| 16-17 stycznia 2010  | 41. Mistrzostwa świata w wieloboju sprinterskim 2010 – Obihiro | 41. Mistrzostwa świata w wieloboju sprinterskim 2010 – Obihiro | 41. Mistrzostwa świata w wieloboju sprinterskim 2010 – Obihiro        | 41. Mistrzostwa świata w wieloboju sprinterskim 2010 – Obihiro          | 41. Mistrzostwa świata w wieloboju sprinterskim 2010 – Obihiro                                                                       |
| 13-26 lutego 2010    | XXI Zimowe Igrzyska Olimpijskie 2010 – Vancouver               | XXI Zimowe Igrzyska Olimpijskie 2010 – Vancouver               | XXI Zimowe Igrzyska Olimpijskie 2010 – Vancouver                      | XXI Zimowe Igrzyska Olimpijskie 2010 – Vancouver                        | XXI Zimowe Igrzyska Olimpijskie 2010 – Vancouver                                                                                     |
| 6-7 marca 2010       | Erfurt                                                         | 500 m (6 marca)                                                | Jenny Wolf                                                            | Margot Boer                                                             | Heather Richardson |
| 6-7 marca 2010       | Erfurt                                                         | 1000 m (6 marca)                                               | Monique Angermüller                                                   | Margot Boer                                                             | Natasja Bruintjes |
| 6-7 marca 2010       | Erfurt                                                         | 500 m (7 marca)                                                | Jenny Wolf                                                            | Margot Boer                                                             | Thijsje Oenema |
| 6-7 marca 2010       | Erfurt                                                         | 1000 m (7 marca)                                               | Jekatierina Szychowa                                                  | Margot Boer                                                             | Natasja Bruintjes |
| 12-14 marca 2010     | Heerenveen                                                     | 500 m (12 marca)                                               | Jenny Wolf                                                            | Margot Boer                                                             | Annette Gerritsen |
| 12-14 marca 2010     | Heerenveen                                                     | 3000 m (12 marca)                                              | Martina Sáblíková                                                     | Daniela Anschütz-Thoms                                                  | Stephanie Beckert |
| 12-14 marca 2010     | Heerenveen                                                     | 500 m (13 marca)                                               | Jenny Wolf                                                            | Annette Gerritsen                                                       | Margot Boer |
| 12-14 marca 2010     | Heerenveen                                                     | 1500 m (13 marca)                                              | Kristina Groves                                                       | Martina Sáblíková                                                       | Brittany Schussler |
| 12-14 marca 2010     | Heerenveen                                                     | 1000 m (14 marca)                                              | Jekatierina Szychowa                                                  | Annette Gerritsen                                                       | Natasja Bruintjes |
| 12-14 marca 2010     | Heerenveen                                                     | Drużynowo (14 marca)                                           | Kanada Kristina Groves · Brittany Schussler · Cindy Klassen           | Niemcy Anni Friesinger-Postma · Stephanie Beckert · Katrin Mattscherodt | Japonia Masako Hozumi · Maki Tabata · Nao Kodaira                                                                                    |
| 20-21 marca 2010     | 104. Mistrzostwa świata w wieloboju 2010 – Heerenveen          | 104. Mistrzostwa świata w wieloboju 2010 – Heerenveen          | 104. Mistrzostwa świata w wieloboju 2010 – Heerenveen                 | 104. Mistrzostwa świata w wieloboju 2010 – Heerenveen                   | 104. Mistrzostwa świata w wieloboju 2010 – Heerenveen                                                                                |

#### Klasyfikacje
| Lp. | Zawodnik            | Punkty |
| --- | ------------------- | ------ |
| 1.  | Jenny Wolf          | 1260   |
| 2.  | Margot Boer         | 700    |
| 3.  | Wang Beixing        | 680    |
| 4.  | Annette Gerritsen   | 625    |
| 5.  | Lee Sang-hwa        | 505    |
| 6.  | Nao Kodaira         | 491    |
| 7.  | Sayuri Yoshii       | 366    |
| 8.  | Thijsje Oenema      | 361    |
| 9.  | Heather Richardson  | 348    |
| 10. | Laurine van Riessen | 326    |

| Lp. | Zawodnik             | Punkty |
| --- | -------------------- | ------ |
| 1.  | Christine Nesbitt    | 472    |
| 2.  | Margot Boer          | 395    |
| 3.  | Monique Angermüller  | 351    |
| 4.  | Natasja Bruintjes    | 346    |
| 5.  | Annette Gerritsen    | 325    |
| 6.  | Jekatierina Szychowa | 323    |
| 7.  | Laurine van Riessen  | 318    |
| 8.  | Nao Kodaira          | 230    |
| 9.  | Heather Richardson   | 227    |
| 10. | Sayuri Yoshii        | 212    |

| Lp. | Zawodnik                 | Punkty |
| --- | ------------------------ | ------ |
| 1.  | Kristina Groves          | 560    |
| 2.  | Christine Nesbitt        | 374    |
| 3.  | Martina Sáblíková        | 348    |
| 4.  | Brittany Schussler       | 296    |
| 5.  | Daniela Anschütz-Thoms   | 259    |
| 6.  | Ireen Wüst               | 257    |
| 7.  | Diane Valkenburg         | 232    |
| 8.  | Katarzyna Bachleda-Curuś | 208    |
| 9.  | Jennifer Rodriguez       | 190    |
| 10. | Jekatierina Szychowa     | 184    |

| Lp. | Zawodnik               | Punkty |
| --- | ---------------------- | ------ |
| 1.  | Martina Sáblíková      | 610    |
| 2.  | Stephanie Beckert      | 535    |
| 3.  | Daniela Anschütz-Thoms | 435    |
| 4.  | Kristina Groves        | 380    |
| 5.  | Masako Hozumi          | 258    |
| 6.  | Maren Haugli           | 257    |
| 7.  | Clara Hughes           | 210    |
| 8.  | Brittany Schussler     | 181    |
| 9.  | Ireen Wüst             | 174    |
| 10. | Shiho Ishizawa         | 140    |

| Lp. | Zawodnik          | Punkty |
| --- | ----------------- | ------ |
| 1.  | Kanada            | 430    |
| 2.  | Rosja             | 320    |
| 3.  | Niemcy            | 310    |
| 4.  | Japonia           | 295    |
| 5.  | Holandia          | 185    |
| 6.  | Korea Południowa  | 135    |
| 7.  | Stany Zjednoczone | 117    |
| 8.  | Chiny             | 108    |
| 9.  | Polska            | 104    |
| 10. | Kazachstan        | 56     |

### Mężczyźni

#### Wyniki
| Data                 | Miejsce                                                        | Konkurencja                                                    | Zwycięzca | 2. miejsce                                                     | 3. miejsce                                                            |
| -------------------- | -------------------------------------------------------------- | -------------------------------------------------------------- | --- | -------------------------------------------------------------- | --------------------------------------------------------------------- |
| 6-8 listopada 2009   | Berlin                                                         | 500 m (6 listopada)                                            | Lee Kang-seok | Lee Kyu-hyeok                                                  | Keiichirō Nagashima                                                   |
| 6-8 listopada 2009   | Berlin                                                         | 1000 m (6 listopada)                                           | Shani Davis | Jewgienij Łalenkow                                             | Mun Jun                                                               |
| 6-8 listopada 2009   | Berlin                                                         | 5000 m (7 listopada)                                           | Sven Kramer | Håvard Bøkko                                                   | Bob de Jong                                                           |
| 6-8 listopada 2009   | Berlin                                                         | 1500 m (8 listopada)                                           | Shani Davis | Håvard Bøkko                                                   | Denny Morrison                                                        |
| 6-8 listopada 2009   | Berlin                                                         | 500 m (8 listopada)                                            | Tucker Fredricks | Lee Kang-seok                                                  | Lee Kyu-hyeok                                                         |
| 13-15 listopada 2009 | Heerenveen                                                     | 500 m (13 listopada)                                           | Keiichirō Nagashima | Tucker Fredricks                                               | Ronald Mulder                                                         |
| 13-15 listopada 2009 | Heerenveen                                                     | 1500 m (13 listopada)                                          | Shani Davis | Håvard Bøkko                                                   | Stefan Groothuis                                                      |
| 13-15 listopada 2009 | Heerenveen                                                     | 5000 m (14 listopada)                                          | Sven Kramer | Bob de Jong                                                    | Håvard Bøkko                                                          |
| 13-15 listopada 2009 | Heerenveen                                                     | 500 m (14 listopada)                                           | Jōji Katō | Jan Smeekens                                                   | Lee Kang-seok                                                         |
| 13-15 listopada 2009 | Heerenveen                                                     | 1000 m (15 listopada)                                          | Shani Davis | Simon Kuipers                                                  | Mo Tae-bum                                                            |
| 13-15 listopada 2009 | Heerenveen                                                     | Drużynowo (15 listopada)                                       | Holandia Remco Olde Heuvel · Koen Verweij · Jan Blokhuijsen · Stany Zjednoczone Shani Davis · Chad Hedrick · Trevor Marsicano |                                                                | Włochy Enrico Fabris · Matteo Anesi · Luca Stefani                    |
| 21-22 listopada 2009 | Hamar                                                          | 10000 m (21 listopada)                                         | Sven Kramer | Bob de Jong                                                    | Iwan Skobriew                                                         |
| 21-22 listopada 2009 | Hamar                                                          | 1500 m (22 listopada)                                          | Shani Davis | Lucas Makowsky                                                 | Håvard Bøkko                                                          |
| 4-6 grudnia 2009     | Calgary                                                        | 500 m (4 grudnia)                                              | Mika Poutala | Jōji Katō                                                      | Jamie Gregg                                                           |
| 4-6 grudnia 2009     | Calgary                                                        | 1500 m (4 grudnia)                                             | Chad Hedrick | Shani Davis                                                    | Denny Morrison                                                        |
| 4-6 grudnia 2009     | Calgary                                                        | 5000 m (5 grudnia)                                             | Sven Kramer | Iwan Skobriew                                                  | Bob de Jong                                                           |
| 4-6 grudnia 2009     | Calgary                                                        | 500 m (5 grudnia)                                              | Lee Kyu-hyeok | Mika Poutala                                                   | Tucker Fredricks                                                      |
| 4-6 grudnia 2009     | Calgary                                                        | 1000 m (6 grudnia)                                             | Shani Davis | Lee Kyu-hyeok                                                  | Denny Morrison                                                        |
| 4-6 grudnia 2009     | Calgary                                                        | Drużynowo (6 grudnia)                                          | Holandia Sven Kramer · Carl Verheijen · Wouter Olde Heuvel                                                                    | Kanada Denny Morrison · Lucas Makowsky · Mathieu Giroux        | Norwegia Håvard Bøkko · Sverre Lunde Pedersen · Fredrik van der Horst |
| 11-13 grudnia 2009   | Salt Lake City                                                 | 500 m (11 grudnia)                                             | Lee Kyu-hyeok | Yūya Oikawa                                                    | Mika Poutala                                                          |
| 11-13 grudnia 2009   | Salt Lake City                                                 | 1500 m (11 grudnia)                                            | Shani Davis | Chad Hedrick                                                   | Mo Tae-bum                                                            |
| 11-13 grudnia 2009   | Salt Lake City                                                 | 5000 m (12 grudnia)                                            | Enrico Fabris | Bob de Jong                                                    | Iwan Skobriew                                                         |
| 11-13 grudnia 2009   | Salt Lake City                                                 | 500 m (12 grudnia)                                             | Lee Kyu-hyeok | Lee Kang-seok                                                  | Tucker Fredricks                                                      |
| 11-13 grudnia 2009   | Salt Lake City                                                 | 1000 m (13 grudnia)                                            | Shani Davis | Lee Kyu-hyeok                                                  | Mika Poutala                                                          |
| 11-13 grudnia 2009   | Salt Lake City                                                 | Drużynowo (13 grudnia)                                         | Norwegia Håvard Bøkko · Mikael Flygind Larsen · Henrik Christiansen                                                           | Włochy Matteo Anesi · Enrico Fabris · Luca Stefani             | Kanada Steven Elm · Lucas Makowsky · Mathieu Giroux                   |
| 8-10 stycznia 2010   | 107. mistrzostwa Europy w wieloboju 2010 – Hamar               | 107. mistrzostwa Europy w wieloboju 2010 – Hamar               | 107. mistrzostwa Europy w wieloboju 2010 – Hamar                                                                              | 107. mistrzostwa Europy w wieloboju 2010 – Hamar               | 107. mistrzostwa Europy w wieloboju 2010 – Hamar                      |
| 16-17 stycznia 2010  | 41. Mistrzostwa świata w wieloboju sprinterskim 2010 – Obihiro | 41. Mistrzostwa świata w wieloboju sprinterskim 2010 – Obihiro | 41. Mistrzostwa świata w wieloboju sprinterskim 2010 – Obihiro                                                                | 41. Mistrzostwa świata w wieloboju sprinterskim 2010 – Obihiro | 41. Mistrzostwa świata w wieloboju sprinterskim 2010 – Obihiro        |
| 13-26 lutego 2010    | XXI Zimowe Igrzyska Olimpijskie 2010 – Vancouver               | XXI Zimowe Igrzyska Olimpijskie 2010 – Vancouver               | XXI Zimowe Igrzyska Olimpijskie 2010 – Vancouver                                                                              | XXI Zimowe Igrzyska Olimpijskie 2010 – Vancouver               | XXI Zimowe Igrzyska Olimpijskie 2010 – Vancouver                      |
| 6-7 marca 2010       | Erfurt                                                         | 500 m (6 marca)                                                | Jan Smeekens | Yūya Oikawa                                                    | Ronald Mulder                                                         |
| 6-7 marca 2010       | Erfurt                                                         | 1000 m (6 marca)                                               | Shani Davis | Mark Tuitert                                                   | Stefan Groothuis                                                      |
| 6-7 marca 2010       | Erfurt                                                         | 500 m (7 marca)                                                | Jan Smeekens | Yūya Oikawa                                                    | Mika Poutala Dmitrij Łobkow                                           |
| 6-7 marca 2010       | Erfurt                                                         | 1000 m (7 marca)                                               | Shani Davis | Stefan Groothuis                                               | Mark Tuitert                                                          |
| 12-14 marca 2010     | Heerenveen                                                     | 500 m (12 marca)                                               | Jan Smeekens | Tucker Fredricks                                               | Ronald Mulder                                                         |
| 12-14 marca 2010     | Heerenveen                                                     | 1500 m (12 marca)                                              | Shani Davis | Denny Morrison                                                 | Kjeld Nuis                                                            |
| 12-14 marca 2010     | Heerenveen                                                     | 5000 m (13 marca)                                              | Håvard Bøkko | Sverre Haugli                                                  | Iwan Skobriew                                                         |
| 12-14 marca 2010     | Heerenveen                                                     | 500 m (13 marca)                                               | Jan Smeekens | Ronald Mulder                                                  | Akio Ohta                                                             |
| 12-14 marca 2010     | Heerenveen                                                     | 1000 m (14 marca)                                              | Shani Davis | Stefan Groothuis                                               | Mark Tuitert                                                          |
| 12-14 marca 2010     | Heerenveen                                                     | Drużynowo (14 marca)                                           | Norwegia Håvard Bøkko · Henrik Christiansen · Mikael Flygind Larsen                                                           | Kanada Mathieu Giroux · Denny Morrison · Lucas Makowsky        | Stany Zjednoczone Ryan Bedford · Shani Davis · Jonathan Kuck          |
| 20-21 marca 2010     | 104. Mistrzostwa świata w wieloboju 2010 – Heerenveen          | 104. Mistrzostwa świata w wieloboju 2010 – Heerenveen          | 104. Mistrzostwa świata w wieloboju 2010 – Heerenveen                                                                         | 104. Mistrzostwa świata w wieloboju 2010 – Heerenveen          | 104. Mistrzostwa świata w wieloboju 2010 – Heerenveen                 |

#### Klasyfikacje
| Lp. | Zawodnik            | Punkty |
| --- | ------------------- | ------ |
| 1.  | Tucker Fredricks    | 788    |
| 2.  | Jan Smeekens        | 742    |
| 3.  | Mika Poutala        | 702    |
| 4.  | Yūya Oikawa         | 587    |
| 5.  | Ronald Mulder       | 567    |
| 6.  | Lee Kang-seok       | 523    |
| 7.  | Lee Kyu-hyeok       | 521    |
| 8.  | Keiichirō Nagashima | 407    |
| 9.  | Jōji Katō           | 373    |
| 10. | Akio Ota            | 369    |

| Lp. | Zawodnik           | Punkty |
| --- | ------------------ | ------ |
| 1.  | Shani Davis        | 750    |
| 2.  | Mark Tuitert       | 425    |
| 3.  | Stefan Groothuis   | 355    |
| 4.  | Simon Kuipers      | 306    |
| 5.  | Denny Morrison     | 292    |
| 6.  | Jewgienij Łalenkow | 270    |
| 7.  | Mika Poutala       | 225    |
| 8.  | Lars Elgersma      | 216    |
| 9.  | Mo Tae-bum         | 215    |
| 10. | Lee Kyu-hyeok      | 212    |

| Lp. | Zawodnik         | Punkty |
| --- | ---------------- | ------ |
| 1.  | Shani Davis      | 630    |
| 2.  | Håvard Bøkko     | 395    |
| 3.  | Denny Morrison   | 338    |
| 4.  | Mark Tuitert     | 290    |
| 5.  | Chad Hedrick     | 268    |
| 6.  | Stefan Groothuis | 265    |
| 7.  | Lucas Makowsky   | 230    |
| 8.  | Iwan Skobriew    | 197    |
| 9.  | Rhian Ket        | 164    |
| 10. | Kjeld Nuis       | 154    |

| Lp. | Zawodnik            | Punkty |
| --- | ------------------- | ------ |
| 1.  | Håvard Bøkko        | 455    |
| 2.  | Iwan Skobriew       | 430    |
| 3.  | Bob de Jong         | 416    |
| 4.  | Sven Kramer         | 400    |
| 5.  | Carl Verheijen      | 258    |
| 6.  | Enrico Fabris       | 255    |
| 7.  | Wouter Olde Heuvel  | 251    |
| 8.  | Sverre Haugli       | 181    |
| 9.  | Henrik Christiansen | 157    |
| 10. | Jan Blokhuijsen     | 140    |

| Lp. | Zawodnik          | Punkty |
| --- | ----------------- | ------ |
| 1.  | Norwegia          | 380    |
| 2.  | Holandia          | 350    |
| 3.  | Kanada            | 306    |
| 4.  | Stany Zjednoczone | 285    |
| 5.  | Włochy            | 178    |
| 6.  | Japonia           | 155    |
| 7.  | Szwecja           | 136    |
| 8.  | Rosja             | 109    |
| 9.  | Polska            | 93     |
| 10. | Niemcy            | 92     |